# Rio Brumado (vattendrag i Brasilien, Bahia, lat -14,09, long -41,32)
Rio Brumado är ett vattendrag i Brasilien.   Det ligger i delstaten Bahia, i den östra delen av landet, 700 km öster om huvudstaden Brasília.
Omgivningarna runt Rio Brumado är huvudsakligen savann. Runt Rio Brumado är det glesbefolkat, med 14 invånare per kvadratkilometer.